# 谷口将隆
谷口 将隆（たにぐち まさたか、1994年1月19日 - ）は、日本のプロボクサー。第48代日本ライトフライ級王者。第42代OPBF東洋太平洋ライトフライ級王者。元WBO世界ミニマム級王者。ワタナベボクシングジム所属。

## 来歴
小学6年生で極真空手を始める。中学2年生で垂水フィットネスボクシングに入会しボクシングを始めた。
神戸第一高等学校でインターハイでベスト8になる。龍谷大学では主将を務め、国体で準優勝を2度、全日本選手権で3位の成績を2度収めた。大学卒業後、ワタナベボクシングジムでプロデビュー。
2017年4月9日、エディオンアリーナ大阪で小西伶弥と日本ミニマム級王座決定戦を行い、10回判定負けを喫し王座獲得に失敗した。
2017年11月13日、後楽園ホールで小浦翼とOPBF東洋太平洋ミニマム級王座決定戦を行い、12回判定負けを喫し王座獲得に失敗した。
2017年12月31日、タイのバンコクでジョエル・リノとWBOアジア太平洋ミニマム級王座決定戦を行い、12回判定勝ちを収め王座獲得に成功した。
2019年2月26日、後楽園ホールでWBO世界ミニマム級王者ビック・サルダールとWBO世界同級タイトルマッチを行うも、12回判定負けで王座獲得に失敗した。
2020年12月3日、後楽園ホールで日本ミニマム級3位の佐宗緋月と日本ミニマム級王座決定戦を行い、10回37秒TKO勝ちを収め王座を獲得した。
2021年6月7日、後楽園ホールで日本ミニマム級1位の仲島辰郎と日本同級タイトルマッチを行い、5回1分35秒TKO勝ちを収め初防衛に成功した。
2021年10月18日、日本ミニマム級王座を返上した。
2021年12月14日、両国国技館でWBO世界ミニマム級王者のウィルフレド・メンデス（プエルトリコ）とWBO世界同級タイトルマッチを行い、11回1分8秒TKO勝ちを収め二度目の挑戦で王座を奪取した。
2022年4月22日、後楽園ホールでWBO世界ミニマム級5位の石澤開と2年7か月ぶりに再戦し、11回2分29秒TKO勝ちを収め初防衛に成功した。石澤は前日計量で体重超過を犯し計量失格となり、谷口が勝てば防衛、石澤が勝てば空位となる条件で試合が行われた。
2023年1月6日、エディオンアリーナ大阪でWBO世界ミニマム級2位メルビン・ジェルサレム（フィリピン）とWBO世界同級タイトルマッチを行うも、2回TKO負けを喫し王座から陥落した。
2023年8月5日、ライトフライ級に階級を上げ、後楽園ホールで元アジア三冠王者堀川謙一と対戦。5回に堀川の強烈なアッパーで顎を骨折し、苦戦を強いられるも、10回2-0の僅差の判定勝ちで再起戦を制した。
2024年5月11日、韓国・仁川のパラダイス・シティ・ホテルでジェイセバー・アブシードと対戦。4回中にローブローで減点されるものの、5回1分14秒TKO勝ちを収めた。
2024年10月13日、横浜武道館で行われた「TREASURE BOXING7」にて、元WBAミニマム級暫定王者のパイパロープ・ゴーキャットジムと111ポンド契約8回戦を行い、6回1分58秒KO勝利した。
2024年12月15日､住吉スポーツセンターで行われた「U-NEXT BOXING」にて、OPBF東洋太平洋ライトフライ級王者でIBF同級4位のタノンサック・シムシーと12回戦で対戦。タノンサックの持つ東洋太平洋王座の防衛戦兼、IBF世界2位決定戦として行なわれたこの試合は、谷口が12回判定1-2(115-113、113-115、112-116)で敗れ、王座奪取に失敗する結果に終わった。

試合後谷口は「やりきった」と引退を示唆。しかし後日撤回し、現役続行を表明した。
2025年5月20日、後楽園ホールで行われた「TREASURE BOXING8」にて、コンドル稲葉と51.5kg契約8回戦で対戦し、3回30秒TKO勝利し再起に成功した。
2025年8月3日、住吉区民センターでOPBF東洋太平洋ライトフライ級7位の井上彪と前日本同級王者の高見享介と前OPBF東洋太平洋同級王者のタノンサック・シムシーの王座返上に伴う日本・OPBF東洋太平洋同級王座決定戦を行い、5回43秒TKO勝ちを収め両王座の獲得に成功した。

## 人物
- 元野球少年で阪神タイガースのファン[12]。
- 現役ボクサーの傍ら、2023年3月20日に行われたDANGAN256よりABEMAボクシングチャンネルの解説者としても出演。

## 戦績
- アマチュアボクシング：74戦 55勝 (16KO) 19敗
- プロボクシング：26戦 21勝 (15KO) 5敗

| 戦           | 日付           | 勝敗 | 時間     | 内容         | 対戦相手                                   | 国籍         | 備考                                                                       |
| ------------ | -------------- | ---- | -------- | ------------ | ------------------------------------------ | ------------ | -------------------------------------------------------------------------- |
| 1            | 2016年4月3日   | ☆    | 1R 1:58  | KO           | ペットサイファー・ルークメーラムポーイジム | タイ         | プロデビュー戦                                                             |
| 2            | 2016年5月23日  | ☆    | 1R 1:30  | KO           | タウィーチャイ・オームアンチョン           | タイ         |                                                                            |
| 3            | 2016年6月19日  | ☆    | 2R 1:41  | TKO          | ジェン・モラノ                             | フィリピン   |                                                                            |
| 4            | 2016年8月7日   | ☆    | 4R 1:32  | TKO          | トンチャイレック・チャイヨンジム           | タイ         |                                                                            |
| 5            | 2016年10月13日 | ☆    | 8R       | 判定 2-1     | デクスター アリメント                      | フィリピン   |                                                                            |
| 6            | 2016年12月31日 | ☆    | 6R       | 判定 3-0     | ビセンテ・バウティスタ・ジュニア           | フィリピン   |                                                                            |
| 7            | 2017年4月9日   | ★    | 10R      | 判定 0-2     | 小西伶弥（真正）                           | 日本         | 日本ミニマム級王座決定戦                                                   |
| 8            | 2017年6月27日  | ☆    | 1R 終了  | TKO          | ベンジー・バルトロメ                       | フィリピン   |                                                                            |
| 9            | 2017年7月30日  | ☆    | 1R 2:05  | TKO          | ナーヨレック・サイトーンジム               | タイ         |                                                                            |
| 10           | 2017年11月13日 | ★    | 12R      | 判定 0-2     | 小浦翼（E&Jカシアス）                      | 日本         | OPBF東洋太平洋ミニマム級王座決定戦                                         |
| 11           | 2017年12月31日 | ☆    | 3R 1:56  | TKO          | パティパーン・プラジュアブスック           | タイ         |                                                                            |
| 12           | 2018年2月8日   | ☆    | 6R 2:16  | 負傷判定 3-0 | レイマーク・タダイ                         | フィリピン   |                                                                            |
| 13           | 2018年11月13日 | ☆    | 12R      | 判定 3-0     | ジョエル・リノ                             | フィリピン   | WBOアジアパシフィックミニマム級王座決定戦                                  |
| 14           | 2019年2月26日  | ★    | 12R      | 判定 0-3     | ビック・サルダール                         | フィリピン   | WBO世界ミニマム級タイトルマッチ                                            |
| 15           | 2019年9月21日  | ☆    | 8R       | 判定 3-0     | 石澤開（M.T）                              | 日本         | 日本ミニマム級挑戦者決定戦                                                 |
| 16           | 2020年12月3日  | ☆    | 10R 0:37 | TKO          | 佐宗緋月（T&T）                            | 日本         | 日本ミニマム級王座決定戦                                                   |
| 17           | 2021年6月7日   | ☆    | 5R 1:35  | TKO          | 仲島辰郎（平仲）                           | 日本         | 日本王座防衛1                                                              |
| 18           | 2021年12月14日 | ☆    | 11R 1:08 | TKO          | ウィルフレド・メンデス                     | プエルトリコ | WBO世界ミニマム級タイトルマッチ                                            |
| 19           | 2022年4月22日  | ☆    | 11R 2:29 | TKO          | 石澤開（M.T）                              | 日本         | WBO防衛1                                                                   |
| 20           | 2023年1月6日   | ★    | 2R 1:04  | TKO          | メルビン・ジェルサレム                     | フィリピン   | WBO陥落                                                                    |
| 21           | 2023年8月5日   | ☆    | 10R      | 判定 2-0     | 堀川謙一（三迫）                           | 日本         |                                                                            |
| 22           | 2024年5月11日  | ☆    | 5R 1:14  | TKO          | ジェイセバー・アブシード                   | フィリピン   |                                                                            |
| 23           | 2024年10月13日 | ☆    | 6R 1:58  | KO           | パイパロープ・ゴーキャットジム             | タイ         |                                                                            |
| 24           | 2024年12月15日 | ★    | 12R      | 判定1−2      | タノンサック・シムシー                     | タイ         | IBF世界ライトフライ級2位決定戦/ OPBF東洋太平洋ライトフライ級タイトルマッチ |
| 25           | 2025年5月20日  | ☆    | 3R 0:30  | TKO          | コンドル稲葉（ピューマ渡久地）             | 日本         | 51.5kg契約8回戦                                                            |
| 26           | 2025年8月3日   | ☆    | 5R 0:43  | TKO          | 井上彪（六島）                             | 日本         | 日本・OPBF東洋太平洋ライトフライ級王座決定戦                               |
| テンプレート |                |      |          |              |                                            |              |                                                                            |

## 獲得タイトル
- WBOアジアパシフィックミニマム級王座（防衛0=返上）
- 第31代日本ミニマム級王座（防衛1=返上）
- WBO世界ミニマム級王座（防衛1）
- 第48代日本ライトフライ級王座（防衛0）
- 第42代OPBF東洋太平洋ライトフライ級王座（防衛0）